# Toxorhynchites portoricensis
Toxorhynchites portoricensis is een muggensoort uit de familie van de steekmuggen (Culicidae). De wetenschappelijke naam van de soort is voor het eerst geldig gepubliceerd in 1885 door von Röder.